# Покровский городок (Пушкин)
Покро́вский городо́к (альтернативные наименования «Городок Покровского», «6-й военный городок») — комплекс бывших казарм лейб-гвардии 3-го стрелкового его величества полка сооружений в историческом районе София города Пушкина в квартале, ограниченном Огородной улицей, Сапёрной улицей и Кадетским бульваром.

## История
Лейб-гвардии 3-й стрелковый его величества полк последним из гвардейской стрелковой бригады должен был быть переведённым в Царское Село. Для его размещения требовалось строительство новых казарм. Из представленных трёх вариантов местом для их возведения был выбран участок, первоначально занятый огородами лейб-гвардии кирасирского его величества полка. После упразднения огородов здесь были выстроены казармы для городовых, которые затем были перемещены к перекрёстку Сапёрной улицы и дороги на Казанское кладбище, а участок был занят частными домами. Предписание хозяевам домов о решении по цене, за которую они готовы продать жилища, было дано 25 апреля (8 мая) 1913 года. За саму землю Царскосельской городской ратуше было выплачено 10000 рублей.
Строительством казарм руководил 3-й строительный комитет Царскосельского управления по квартирному довольствию войск. С 31 марта (13 апреля) 1914 года в комитет входил и архитектор В. А. Покровский, который согласился разработать проект будущего комплекса. Сюда же входили председатель генерал Н. И. Усов (с 1916 года — полковник Н. А. Шмидт), гражданские инженеры И. И. Шарков и А. А. Юнгер. Разработка проекта должна была соответствовать ряду условий; улицы вокруг участка должны быть открыты для проезда и обустроены тротуарами; здания должны быть подключены к городским водопроводной, канализационной и электрическим сетям; фасад зданий необходимо утверждать у императора. Последнее последовало 1 (14) марта 1914 года. Николай II утвердил ростовский стиль зданий со стенами и надвратной церковью.
25 июня (8 июля) 1914 года в присутствии императора состоялась закладка казарм. На строительство военным ведомством был выделен 1000000 рублей. Предполагалось, что работы будут завершены к осени 1915 года, но в связи с военным временем строительство было закончено в 1916 году.
Пока полк находился на фронте, в предназначенных ему казармах был размещён лейб-гвардии Стрелковый артиллерийский дивизион. До 1917 года полк так и не был поселён в своих казармах.
После революции в городке располагались артиллерийские воинские части. В 1939 году здесь были устроены курсы политработников Ленинградского военного округа, затем — размещён 104-й пушко-артиллерийский краснознаменный полк. В августе 1941 года городок стал штабом и политотделом Кировской дивизии Ленинградского народного ополчения. К моменту оккупации города остался только 1-й стрелковый полк и часть артиллерийского полка.
В августе 1945 года в городке разместилось Пушкинское высшее ордена Красной Звезды училище радиоэлектроники противовоздушной обороны имени маршала авиации Е. Я. Савицкого, основанное 17 мая 1941 года. Бывшие офицерские казармы были переданы для устройства жилых домов. 25 августа 1975 года комплекс построек был включён в число памятников архитектуры местного значения. С 1994 года в училище существовала часовня, приписная к Софийскому собору. В 2008 году филиал был реорганизован в Военный институт (систем и средств обеспечения войск) Военно-космической академии им. А. Ф. Можайского, а в 2013 году — выведен из Пушкина.

## Архитектура

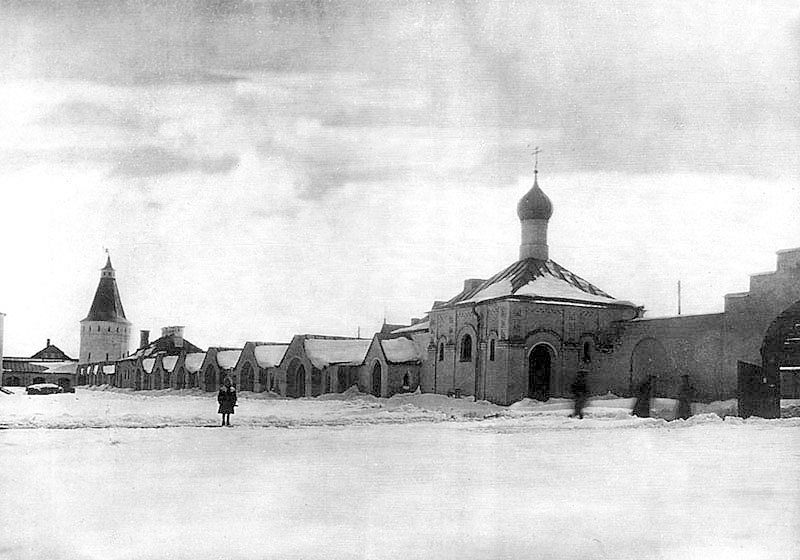
Часовня и сараи по западной крепостной стене. 1917 год

Городок представляет собой комплекс зданий, соединённых крепостной стеной с шестью шатровыми башнями с окнами-бойницами. Часть зданий расположена на внутренней территории. Общая площадь архитектурного комплекса составляет 29226 м². Внутрь территории вели трое ворот главные — южные и служебные — западные и восточные. При планировке и создании архитектурных решений использовались элементы русской архитектуры XVII века, особенно, ростовского Митрополичьего двора. Здания комплекса оформлены открытой кирпичной кладкой с оштукатуренными деталями. В архитектурной отделке фасадов использованы такие мотивы древнерусского зодчества, как варницы и машикули, гульбища, аркатуры, бегунцы, ширинки, бровки и прочее.

### Здания комплекса

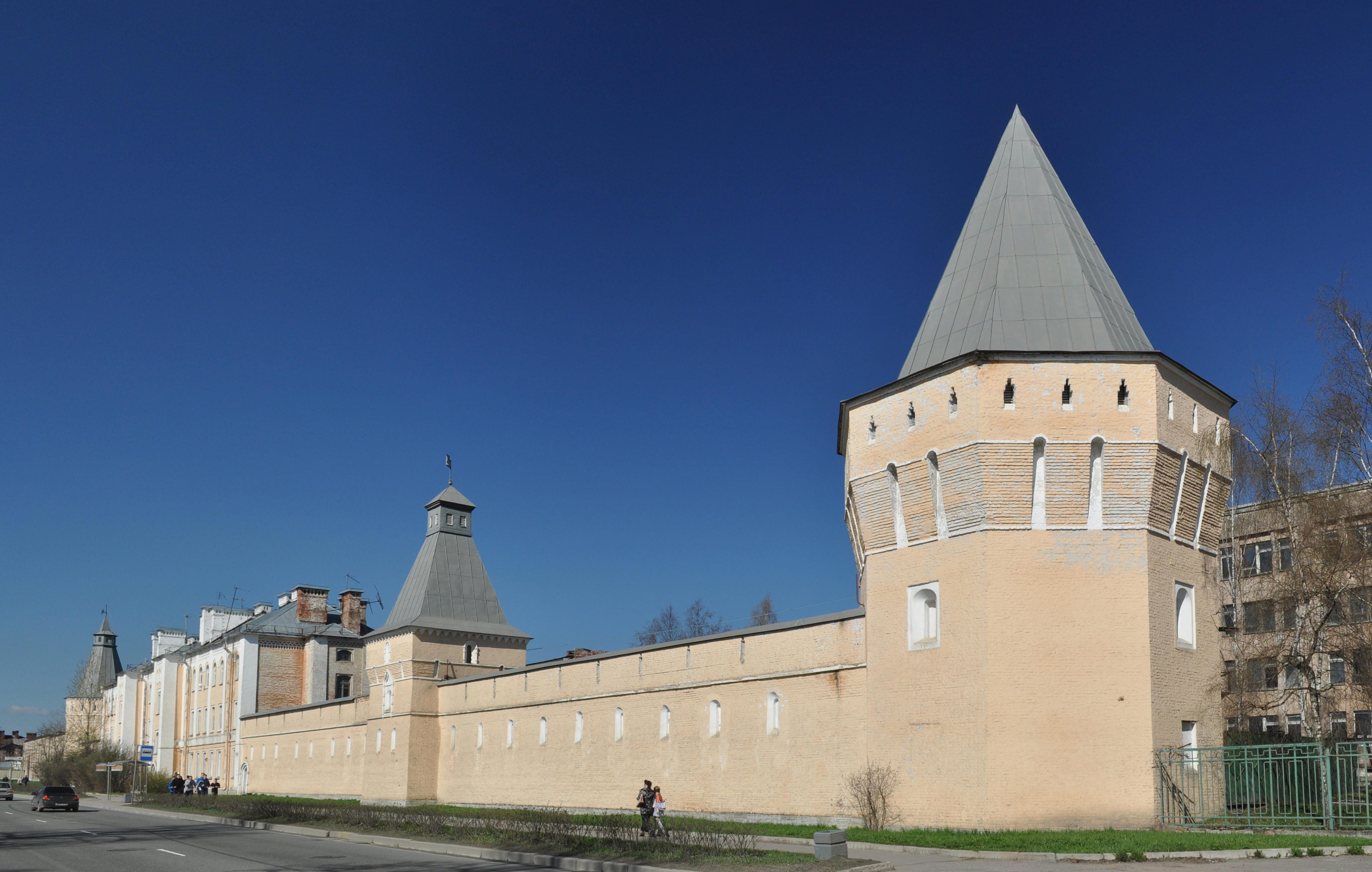
Юго-западная часть стены комплекса

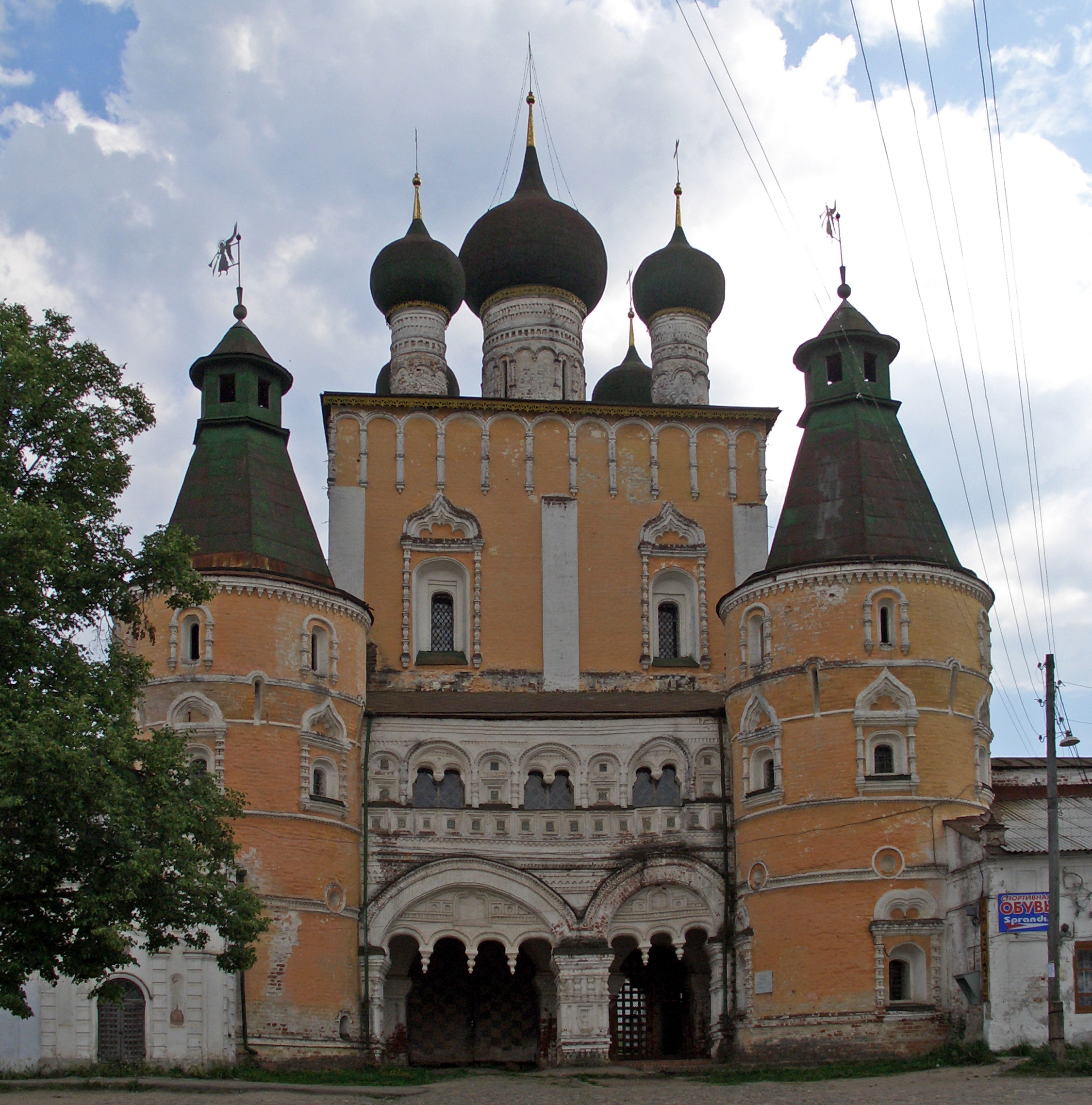
Надвратная церковь Борисоглебского монастыря — прототип храма полка

- Западная сторона (Огородная улица)

В стене и вдоль неё по Огородной улице находились ледник, обозные сараи бригадного штаба; и постройки так называемой госпитальной зоны: прачечная с дезинфекционной камерой и часовня с анатомическим покоем. Рядом внутри территории находился полковой лазарет (корпус 6/12; Кадетский бульвар, дом 17, литера Ю) с отдельно стоящим заразным корпусом (Кадетский бульвар, дом 17, литера Я). Севернее западных ворот находится бывшая казарма для сверхсрочных (Огородная улица, дом 6).
- Северная сторона

Вдоль северной границы участка было построено вытянутое здание тира (Кадетский бульвар, дом 17, литера Н), состоявшее из двух отделений: для лейб-гвардии 3-го стрелкового его величества и лейб-гвардии 4-го стрелкового императорской фамилии полков. Остальная часть до Кадетского бульвара была занята каменной оградой, к которой примыкали ныне утраченные здания офицерский бани с прачечной, экипажного сарая командира полка, ледников и дровяных сараев.
- Восточная сторона (Кадетский бульвар)

Вдоль бульвара построены две офицерские казармы (дома 21 и 23), соединённые стеной с восточными воротами.
- Южная сторона (Сапёрная улица)

Парадная сторона казарм также представляет собой стилизованную крепостную стену со следующими постройками (с востока на запад): угловая 12-гранная башня, две офицерские казармы (дома 22 и 24), четырёхгранная башня, две восьмигранные башни, четырёхгранная башня, офицерская казарма (дом 30), угловая 12-гранная башня. Помещения в башнях предназначались также для использования в складских и хозяйственных целях.
Между двумя восьмиугольными башнями должен был находиться главный въезд на территорию казарм. По проекту В. А. Покровского они должны были быть соединены воротами, расположенными между цейхгаузами, над которыми предполагалось освятить надвратную полковую церковь. По стилю, как и весь комплекс она должна была походить на ростовские храмы. Прототипом для храма должна была послужить надвратная церковь Борисоглебского монастыря под Ростовом. Здание церкви не было достроено. Его руины были снесены в 1950-е годы.
- Внутренняя территория

Проезд между западными и восточными воротами разделял территорию на две части.
К северу от проезда располагались: с запада — учебная команда (Кадетский бульвар, дом 17, литера Щ), школа солдатских детей (Кадетский бульвар, дом 17, литера Э) и солдатские казармы (Сапёрная улица, дом 30, корпуса 6/16, 6/17, 6/18 (второй адрес: Кадетский бульвар, дом 17, литера П) и 6/19 (второй адрес: Кадетский бульвар, дом 17, литера Р)); с востока — хозяйственная зона с не сохранившимся до настоящего времени кузницей, конюшней, капустным погребом, хлебопекарней и солдатской баней. Кроме того, здесь был устроен обширный дровяной двор, в центре которого располагался патронный склад.
К югу от проезда в центре, у главного въезда, располагался большой полковой плац. К западу от него находилась госпитальная зона (см. здания по западной стороне). С востока плац ограничивает здание бывшего Офицерского собрания (Кадетский бульвар, дом 17, литера Е) с парадным двусветным залом. В нём же были предусмотрены помещения для гимнастических занятий, библиотеки, столовой. За собранием был устроен малый плац. На его границе, в створе западных ворот был поставлен Дом командира полка (Кадетский бульвар, дом 17, литера АД). Дом ориентирован углом с открытой лоджией во втором этаже на большой плац, а главным фасадом с устроенным перед ним полуовальным газоном — на малый плац. Здесь же располагается здание бывших канцелярии и гауптвахты (Кадетский бульвар, дом 17, литера АБ).
В период 1940-х—1990-х годов на территории городка было построено ещё несколько хозяйственных, учебных и административных корпусов без сохранения исторического стиля. В частности, на большом плацу был возведён главный учебный корпус, который замыкает перспективу главного въезда.